# Michael Kurt
Michael «Mike» Kurt (* 2. April 1980 in Sumiswald) ist ein ehemaliger Schweizer Kanute. Er ist Kanuslalom mit dem Einer-Kajak gefahren.
1998 wurde Kurt Zweiter bei den Juniorenweltmeisterschaften in Lofer und gewann als erster Schweizer überhaupt eine Einzelmedaille in dieser Disziplin; am selben Ort kam eine Silbermedaille in der Mannschaftswertung hinzu. Dieselben Platzierungen erreichte er im darauf folgenden Jahr, ebenfalls in Lofer. 2000 gewann er an der Elite-EM in Mezzana Bronze. In Augsburg wurde er 2003 Weltmeister mit der Mannschaft, 2004 gewann er in Skopje, ebenfalls mit der Mannschaft, den Europameistertitel.
Bei den Olympischen Sommerspielen 2004 in Athen schaffte Kurt beinahe eine Sensation. Er gewann überlegen die Qualifikationsläufe, scheiterte dann aber im Halbfinal und schied aus. 2006 wurde er Zweiter bei den Studenten-Weltmeisterschaften in Krakau. In der Saison 2007 erreichte er mit dem zweiten Platz die beste Platzierung eines Schweizers überhaupt im Kanuslalom-Gesamtweltcup.
Der zehnfache Schweizer Meister Kurt lebt in Solothurn, startete für den Verein Solothurner Kajakfahrer und ist von Beruf Betriebsökonom.
2016 beendete er seine Berufssportkarriere. Seit 2017 ist er Mitglied des Exekutivrats von Swiss Olympic und wurde 2018 zum Präsidenten von Swiss University Sports gewählt. Kurt gründete zudem 2013 die erfolgreiche Crowdfunding-Plattform für Sportler ibelieveinyou.ch.
Im September 2018 heiratete er seine Freundin Liliana Belchior.